# Langaha madagascariensis
Langaha madagascariensis — вид змій родини Lamprophiidae. Інша назва — листоноса змія мадагаскарська.

## Поширення
Ендемік, зустрічається тільки в тропічних теплих і вологих листяних лісах Мадагаскару.

## Опис
Тіло завдовжки 1,5-2 м. Яскраво виражений статевий диморфізм. Самці коричневого забарвлення, самиці — сірі з темними цятками. У самців кінчик морди має довгу витягнуту форму. У самиць ніс плоский і дуже схожий на листок.
На жаль, функція подовженого носа до сих пір не виявлена. Можливо цей відросток грає роль в шлюбних іграх і залицяння змій в період спарювання. Деякі фахівці вважають, що ніс допомагає дитинчатам змій вибиратися з яйця. Так само є думка, що це — інструмент мімікрії. З довгим носом і певним стилем «висіння» на гілці дерева, мадагаскарська листоноса змія схожа на стручки ванільного дерева, які повсюдно росте на Мадагаскарі.

## Спосіб життя
Веде, в основному, сутінковий і нічний спосіб життя. Основну частину часу плазун проводить на деревах, де зачаївшись серед гілок, вичікує появу здобичі. Langaha madagascariensis прекрасний майстер маскування. Завдяки коричневому і сірому забарвленню, рептилію практично неможливо розглянути серед гілок.
Мадагаскарська листоноса змія — отруйна. За допомогою отруєних іклів, рептилія полює на дрібних тварин: птахів, жаб, ящірок, гризунів, які складають основу її раціону. Для людини ця змія особливої загрози не несе. Максимум на місці рани з'явиться набряклість і буде відчуватися біль, які пройдуть через 4-6 годин після укусу. До того ж, вона зовсім не агресивна, в момент небезпеки змія швидше відступить, ніж нападе.